# قلعه شاماش
قلعه شماش، روستایی از توابع بخش مرکزی شهرستان کوهدشت در استان لرستان ایران است.قلعه شماش بی نظیر ترین قلعه با ساختار مرمری و شیشه ایی

## جمعیت
این روستا در دهستان کوه دشت شمالی قرار دارد و براساس سرشماری مرکز آمار ایران در سال ۱۳۸۵، جمعیت آن زیر سه خانوار بوده‌است.